# Clara Hakedosha
Clara Hakedosha (in ebraico קלרה הקדושה, tr. it. Santa Chiara) è un film del 1996 diretto da Ari Folman e Ori Sivan, adattamento del romanzo del 1978 The Ideas of Saint Clara di Pavel Kohout.
La pellicola si è aggiudicata sei premi agli Israeli Academy Awards ed è stata designata come film rappresentante il cinema israeliano alla selezione per l'Oscar al miglior film straniero del 1997, venendo però esclusa dalla candidatura.

## Trama
Clara è una tredicenne che vive in una piccola cittadina israeliana e frequenta una classe multietnica, quando scopre di avere poteri paranormali che le permettono di predire il futuro. Le sue capacità la rendono popolare tra gli altri studenti, soprattutto Tikel e Rosenthal che vorrebbero scatenare una rivoluzione all'interno della scuola. In molti cercano di trarre vantaggio dai suoi poteri ma quando Clara predice un incidente nella vicina centrale nucleare provoca il caos e la gente cerca la via della fuga dalla città.

## Produzione
Il film è stato girato a Tel Aviv (tra le location, il Liceo ebraico Herzliya) e a Kiryat Gat.

## Critica
Alla sua uscita, Deborah Young, sulla rivista Variety, scrisse: «Saint Clara è davvero originale ed ha un'energia aggressiva e una musica ad alto volume sufficienti per conquistare il pubblico adolescente[...] I personaggi sono ben caratterizzati e convincenti nei loro impulsi ribelli».
Mick LaSalle, del San Francisco Chronicle, ha definito il film «emozionante e originale» e «un omaggio intelligente e arguto alla prima adolescenza», mentre Andrea Chase, di Movie Magazine International, lo ha giudicato «una lucida, sinistra, irresistibile gemma».

## Festival cinematografici
Il film è stato proiettato in diversi festival cinematografici internazionali:
- 1995 - Haifa International Film Festival (Haifa, Israele, 9-13 ottobre)
- 1996 - Festival internazionale del cinema di Berlino (Berlino, Germania, 15-26 febbraio)
- 1996 - Festival internazionale del cinema di Karlovy Vary (Karlovy Vary, Repubblica Ceca, 5-13 luglio)
- 1996 - Israel Film Festival (Los Angeles, California, 10-24 dicembre)
- 1996 - Vancouver International Film Festival (Vancouver, Canada, 4-20 ottobre)
- 1997 - Palm Springs International Film Festival (Palm Springs, California, 9-26 gennaio)
- 1997 - Cinequest Film Festival (San Jose, California, 30 gennaio-5 febbraio)
- 1997 - Puchon International Fantastic Film Festival (Bucheon, Corea del Sud, 29 agosto-5 settembre)
- 2003 - Febiofest (Praga, Repubblica Ceca, 3-31 gennaio)
- 2003 - Film Festival di Atene (Atene, Grecia, 12-21 settembre)

## Riconoscimenti
- 1996 - Israeli Academy Awards
  - Miglior film
  - Miglior regia a Ari Folman e Ori Sivan
  - Miglior attrice a Lucy Dubinchik
  - Miglior attore non protagonista a Igal Naor
  - Miglior montaggio a Dov Stoyer
  - Miglior musica a Berry Sakharof
  - Nomination Miglior attrice non protagonista a Maya Maron
  - Nomination Miglior fotografia a Valentin Belonogov
  - Nomination Miglior direzione artistica a Ariel Glazer
- 1996 - Festival internazionale del cinema di Karlovy Vary
  - Premio speciale della giuria a Ari Folman e Ori Sivan
  - Nomination Globo di Cristallo a Ari Folman e Ori Sivan
- 1997 - Cinequest Film Festival
  - Nomination Maverick Spirit Award a Ari Folman e Ori Sivan
- 1997 - Puchon International Fantastic Film Festival
  - Nomination Best of Puchon a Ari Folman e Ori Sivan